# Papa Felix al III-lea
Papa Felix al III-lea (n. 440 d.Hr., Roma, Imperiul Roman de Apus – d. 1 martie 492 d.Hr., Roma, Kingdom of Italy⁠(d)) a fost  Papă al Romei în perioada 13 martie 483 - 1 martie 492. 

## Activitate
Pontificatul său este marcat de ruptura doctrinară cu Acacius, Patriarhul Constantinopolului, excomunicat din cauza lipsei de respect față de Scaunul Papal când a numit în scaunul Antiohiei un adept al ereziei monofizite. 
După moarte regelui Teodoric, s-a bucurat de sprijinul fiicei acestuia, Amalasuntha. 